# Walter Oakeshott
Walter Fraser Oakeshott  (* 11. November 1903 in Südafrika; † 13. Oktober 1987 in Eynsham bei Oxford) war ein britischer Bildungsadministrator und Kunsthistoriker.
Zunächst Lehrer, war er von 1946 bis 1954 Direktor des Winchester College. Von 1954 bis 1972 war er Rektor des Lincoln College in Oxford, dazu 1962 bis 1964 Vizekanzler der Universität Oxford.
Obwohl kein studierter Kunsthistoriker, leistete Oakeshott vor allem auf dem Gebiet der englischen romanischen Buchmalerei Bedeutendes und wurde in die Society of Antiquaries of London und die British Academy aufgenommen.
Er war seit 1928 verheiratet mit Noël Moon, einer Schülerin von John D. Beazley. Nach ihnen benannte dieser den sogenannten Oakeshott-Maler.

## Schriften
Siehe Jasper Gaunt: The principal published writings of Walter Fraser Oakeshott, in: Proceedings of the British Academy 84 (1994) S. 440–442 (Digitalisat).
- The artists of the Winchester Bible. London 1945
- The sequence of English medieval art illustrated chiefly from illuminated mss, 650–1450. London 1950
- Classical inspiration in medieval art. London 1959.
- The mosaics of Rome: from the third to the fourteenth centuries. London 1967 = Die Mosaiken von Rom: vom dritten bis zum vierzehnten Jahrhundert. Wien, Leipzig 1969 = I mosaici di Roma. Mailand 1969
- Sigena. Romanesque paintings in Spain & the Winchester Bible artists. London 1972
- The two Winchester Bibles. Oxford 1981, ISBN 0-19-818235-X